# Dicranomyia (Dicranomyia) lethe
Dicranomyia (Dicranomyia) lethe is een tweevleugelige uit de familie steltmuggen (Limoniidae). De soort komt voor in het Palearctisch gebied.